# 仪井镇
仪井镇，是中华人民共和国陕西省咸陽市永寿县一个已撤销的乡级行政区，2015年，陕西省民政厅批复同意撤销仪井镇，将其所辖行政区域划归店头镇。